# Sarıçay
Cet article concerne la rivière Sarıçay dans la province de Muğla. Pour la rivière Sarıçay arrosant la ville de Çanakkale, voir Çanakkale Çayı.
Sarıçay (en turc : rivière jaune) est une rivière turque coupée par les barrages de Geyik et d'Akgedik. C'est un fleuve côtier qui arrose entre autres la plaine de Milas dans la province de Muğla.